# Mellalompola
Mellalompola eller Määllilompolo är en sjö i Finland. Den ligger i kommunen Enare i landskapet Lappland, i den norra delen av landet, 1 000 km norr om huvudstaden Helsingfors. Mellalompola ligger 149,5 meter över havet. Arean är 2,27 kvadratkilometer och strandlinjen är 14,94 kilometer lång. Sjön  ingår i Pasvik älvs huvudavrinningsområde. 